# Otto Zwiedineck Edler von Südenhorst
Otto Wilhelm Helmut von Zwiedineck Edler von Südenhorst (Graz, 24 de fevereiro de 1871 – Graz, 4 de agosto de 1957) foi um economista austríaco. 

## Vida e carreira
Filho de Hans von Zwiedineck-Südenhorst. Foi a partir de 1902 professor de economia nacional da Technische Universität Karlsruhe. No ano acadêmico de 1912/1913 foi reitor.
Em 1920 foi para Wrocław. Em 1921 sucedeu Max Weber na Universidade de Munique, onde foi professor até 1938 e novamente a partir de 1945. Em 1940 foi eleito membro da Academia de Ciências da Baviera.

## Condecorações
- 1953: Ordem do Mérito da República Federal da Alemanha

## Obras
- Lohnpolitik und Lohntheorie (1900)
- Sozialpolitik (1911)
- Allgemeine Volkswirtschaftslehre (1932)
- Mensch und Wirtschaft (1955)